# Njurkalk
Njurkalkarna (latin calices renales) är koppformade rörstrukturer vilka samlar upp urinen som parenkymet filtrerar ut från blodet. Calices renales majores föregås av upp till 14 små njurkalkar, calices renales minores, och dränerar korresponderande njurregioner till njurbäckenet (pelvis renalis) som är början till avledande urinväg.  Urinen går via njurbäckenet och urinledaren till urinblåsan.
Det latinska ordet calix är taget från antik grekiska och betyder egentligen kalk (som dryckeskärl) och används även i botanik för blomkalk.